# Hystanes
Hystanes (griech.; babylon.: Uštanu) war als Nachfolger des Gobryas persischer Satrap von Babylon und der Transeuphratene unter Dareios I. Er ist aus keilschriftlichen Quellen für die Zeit zwischen 521 und 516 v. Chr. bezeugt. Ihm war für die Transeuphratene (zumindest zeitweilig) der auch aus biblischen Texten bekannte Tattenai untergeordnet. Ob der Statthalter Hystanes mit der bei Herodot VII, 77 genannten Person identisch ist, muss offenbleiben.